# 库埃瓦斯德普罗万科
库埃瓦斯德普罗万科，是西班牙卡斯蒂利亚-莱昂塞戈维亚省的一个市镇。 总面积38平方公里，总人口196人（2001年），人口密度5人/平方公里。